# Sœurs missionnaires de Notre-Dame des Apôtres
Pour les articles homonymes, voir Notre-Dame.

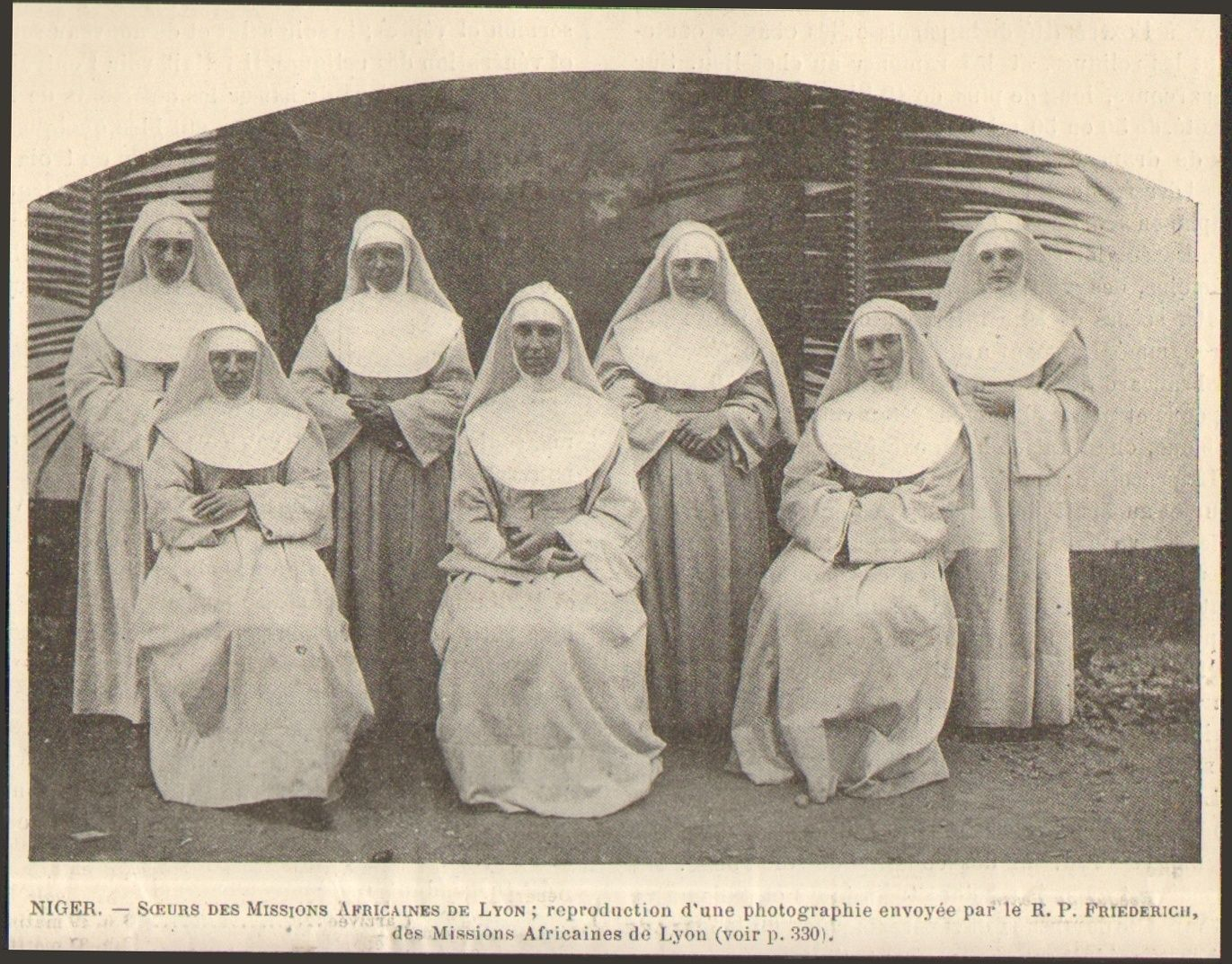
Sœurs missionnaires des Missions africaines de Lyon au Niger (Afrique-Occidentale française) vers 1920.

La congrégation des Sœurs missionnaires de Notre-Dame des Apôtres a été fondée en 1876 à Lyon, par le P. Augustin Planque, premier supérieur général de la Société des missions africaines.

## Historique

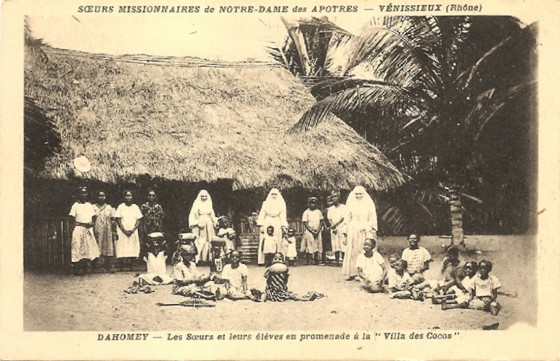
Religieuses missionnaires au Dahomey vers 1920.

L'institut reçoit son décret de louange le 17 juin 1904 et il est approuvé par le Saint Siège le 19 mars 1912 (ses constitutions le sont le 12 février 1928).
Parmi ses membres, signalons mère Eugénia Ravasio qui fut supérieure générale de 1935 à 1947. D'après le père Andrea D'Ascanio, elle permit à la congrégation d'obtenir en 1950 la plus haute distinction sociale française pour son œuvre en faveur des lépreux.
En 1995, sœur Angèle-Marie Littlejohn et sœur Bibiane Leclercq sont tuées à Alger. Elles sont déclarées martyres par l'Église catholique. Leur béatification a lieu le 8 décembre 2018,.

## Apostolat
Elle compte actuellement 620 sœurs, originaires de 21 pays, présentes dans 19 pays. Elles prononcent les trois vœux de pauvreté, de chasteté et d'obéissance, pour la réalisation de la première évangélisation, le service des plus pauvres et la promotion de la femme, avec les Églises locales : « nous dépassons les frontières de pays et de religion pour proclamer avec audace le Christ mort et ressuscité à un monde pluriculturel. Nous sommes ferments d’espérance dans un monde en quête de points de repère et d’Absolu. Nous travaillons à la première évangélisation, particulièrement en Afrique. Avec respect, nous accueillons la vérité de l’autre et collaborons à l’inculturation de l’Évangile. Nous sommes attentives à la dimension missionnaire de l’Église locale. Nous vivons une solidarité effective avec les pauvres, spécialement avec les femmes et les marginalisés de nos sociétés contemporaines. » (Constitutions)